# Sainte-Marguerite-Marie
Pour les articles homonymes, voir Sainte-Marguerite.
Sainte-Marguerite-Marie est une municipalité du Québec située dans la MRC de La Matapédia dans le Bas-Saint-Laurent. Elle est à une dizaine de kilomètres au sud-est de la ville de Causapscal.

## Toponymie

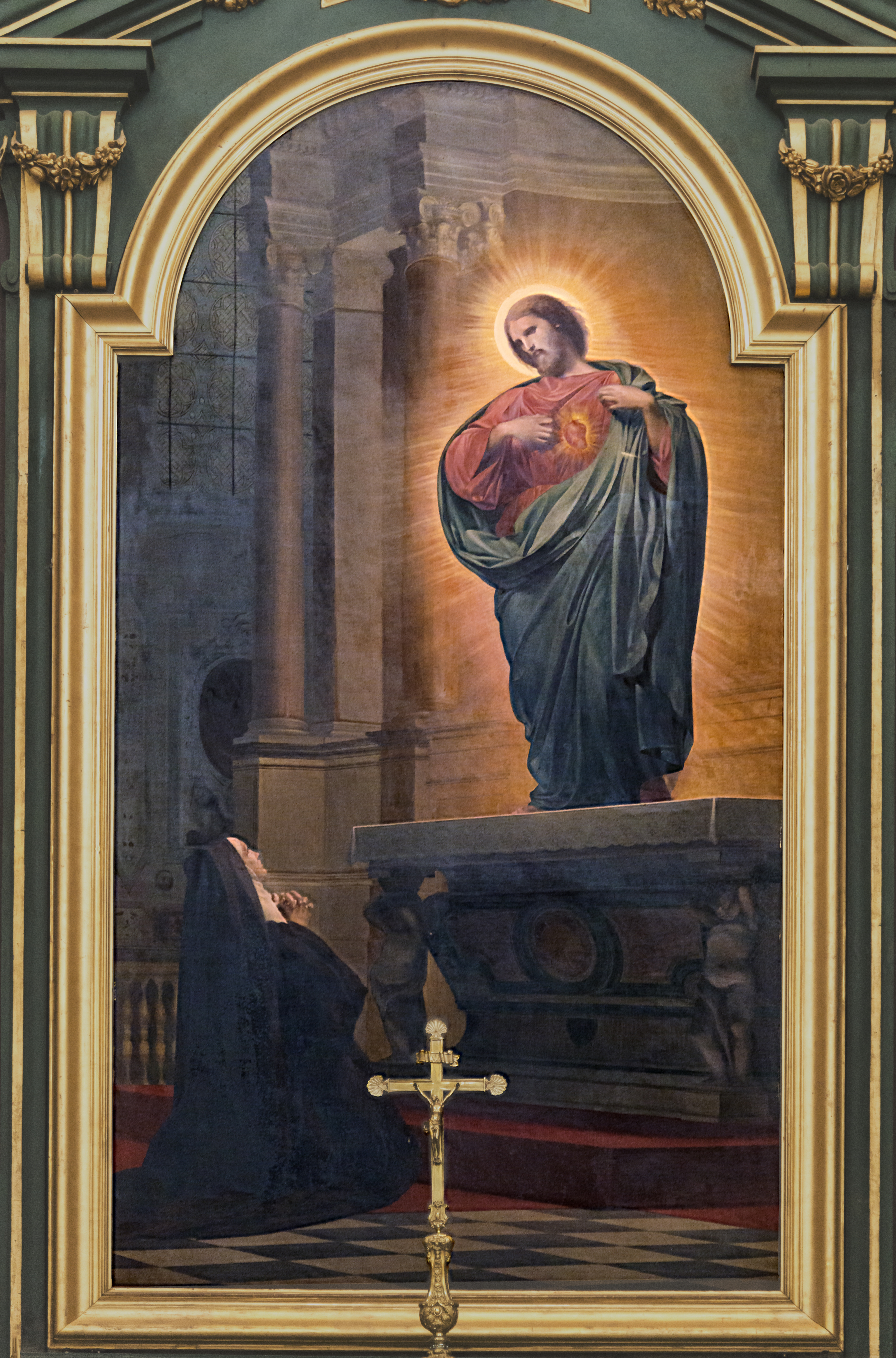
Vision de sainte Marguerite-Marie, par Armand Cambon, en la cathédrale Notre-Dame-de-l'Assomption de Montauban

Le lieu est d'abord nommé Sainte-Marguerite en l'honneur de sainte Marguerite. L'endroit fut aussi connu sous le nom de Fournierville en l'honneur d'Hector Fournier, l'un des pionniers de Sainte-Marguerite en 1915 qui construisit la première scierie. En 1923, l'abbé Jean-Baptiste Beaupré (1896-1977) fit changer le nom en Sainte-Marguerite-Marie.
Les gentilés sont nommés Margueritiens et Margueritiennes.

## Histoire
La colonisation du territoire débute en 1915. Une mission y est fondée en 1920. À la suite de son détachement du territoire de Saint-Jacques-le-Majeur-de-Causapscal, maintenant un secteur de Causapscal, l'endroit devient officiellement une municipalité, en 1957. Avant que la mission ne soit fondée, le territoire de Sainte-Marguerite était connu sous le nom de Kempt Road, rappelant l'ancien chemin militaire Kempt qui permit la colonisation de la vallée de la Matapédia qui fut construit en 1830 par le gouverneur James Kempt,.

## Géographie
Sainte-Marguerite-Marie est située dans les monts Notre-Dame à 445 km au nord-est de Québec et à 375 km à l'ouest de Gaspé. Les villes importantes près de Sainte-Marguerite sont Amqui à 30 km et Mont-Joli à 100 km au nord-ouest, Rimouski à 140 km à l'ouest ainsi que Matane à 100 km au nord. Sainte-Marguerite est située à 60 km au nord de la frontière avec le Nouveau-Brunswick. Le village est situé en retrait à l'est de la route 132 entre Causapscal et Routhierville.
Les nombreux ruisseaux qui coulent dans la municipalité font partie du bassin versant de la rivière Matapédia.

## Démographie
| 1996 | 2001 | 2006 | 2011 | 2016 | 2021 |
| ---- | ---- | ---- | ---- | ---- | ---- |
| 235  | 235  | 222  | 203  | 166  | 183  |

Distribution de l'âge en 2006

Selon Statistiques Canada, la population de Sainte-Marguerite-Marie était de 222 habitants en 2006. La tendance démographique des dernières années pour la municipalité suit celle de l'Est du Québec, c'est-à-dire une décroissance. En effet, en 2001, la population était de 235 habitants. Cela correspond à un taux de décroissance de 5,5 % en cinq ans. L'âge médian de la population margueritienne est de 43 ans.
Le nombre total de logements privés dans le village est de 109. Cependant, seulement 93 de ces logements sont occupés par des résidents permanents. La majorité des logements de Sainte-Marguerite-Marie sont des maisons individuelles.
Statistiques Canada ne recense aucun immigrant à Sainte-Marguerite-Marie. 100 % de la population de Sainte-Marguerite a le français comme langue maternelle. 6,8 % de la population maitrise les deux langues officielles du Canada.
Le taux de chômage dans la municipalité était de 22,7 % en 2006.
44,7 % de la population âgée de 15 ans et plus de Sainte-Marguerite n'a aucun diplôme d'éducation. 39,5 % de cette population n'a que le diplôme d'études secondaires ou professionnelles. Il n'y a personne qui possède un diplôme universitaire à Sainte-Marguerite-Marie. Tous les habitants de Sainte-Marguerite-Marie ont effectué leurs études à l'intérieur du Canada. Les deux domaines d'études principaux des Margueritiens sont la « santé, les parcs, la récréation et le conditionnement physique » ainsi que l'« agriculture, les ressources naturelles et la conservation ».

## Histoire
Le territoire de Sainte-Marguerite-Marie fut ouvert à la colonisation en 1915. La mission catholique de Sainte-Marguerite fut fondée en 1920. En 1928, l'abbé Jean-Baptiste Beaupré devient le premier curé résident de la paroisse de Sainte-Marguerite. Il demeura à ce poste jusqu'en 1936. La municipalité fut créée officiellement par détachement de Saint-Jacques-le-Majeur-de-Causapscal, aujourd'hui Causapscal, en 1957.
Le 30 octobre 2010, la municipalité de Sainte-Marguerite changea son nom pour municipalité de Sainte-Marguerite-Marie.

## Administration municipale
Les élections municipales ont lieu tous les quatre ans et s'effectuent en bloc sans division territoriale. Le conseil municipal est composé d'un maire et de six conseiller.
| mandat      | fonction |                |
| ----------- | -------- | -------------- |
| 2013 - 2017 | Maire    | Marlène Landry |

| Sainte-Marguerite-Marie Maires depuis 2001                                                                           |                  |         |          |
| Élection | Maire            | Qualité | Résultat |
| 2001 | Philippe Marquis |         | Voir     |
| 2005 | Marlène Landry   |         | Voir     |
| 2009 | Marlène Landry   | Voir    |          |
| 2013 | Marlène Landry   | Voir    |          |
| 2017 | Marlène Landry   | Voir    |          |
| 2021 | Marlène Landry   | Voir    |          |
| Élection partielle en italique Depuis 2005, les élections sont simultanées dans toutes les municipalités québécoises |                  |         |          |

De plus, Odette Corbin est la directrice générale et la secrétaire-trésorière de la municipalité.